# Kreis Aachen
Kreis Aachen är en kreis i förbundslandet Nordrhein-Westfalen, Tyskland.
1. ↑  hämtat från: tyskspråkiga Wikipedia.[källa från Wikidata]